# Оленегорская улица
Оленего́рская у́лица — улица в историческом районе Атаманская станица в Трусовском административном районе Астрахани. Начинается от перекрёстка улиц Карла Маркса и Качалова у сквера имени Дзержинского и идёт с севера на юг, пересекая переулки Пугачёва, Чугунова, Нальчикский и Пеший, и заканчивается, сворачивая на запад и соединяясь с Горской улицей. На остальном протяжении Оленегорской улицы Горская идёт параллельно ей к западу от неё, причём на участке от их начала до пересечения с переулком Чугунова они фактически идут по одной и той же линии — здания на восточной стороне имеют нумерацию по Оленегорской улице, а на западной — по Горской.
В застройке улицы преобладают малоэтажные здания, в том числе построенные в дореволюционный период, имеются памятники архитектуры.

## История
До 1957 года улица носила имя Якова Михайловича Свердлова, затем была переименована в честь города Оленегорска в Мурманской области, получившего такое название и городской статус в этом же году. Переименование было связано с подготовкой к проведению очередной переписи населения, в рамках которой были проиндексированы и изменены повторяющиеся названия улиц — в центре города была ещё одна улица Свердлова, и из двух сохранила это название именно она.

## Застройка
- Дом 4 —  памятник архитектуры Дом с лавками (начало XIX века)
- Дом 16 —  памятник архитектуры Водонапорная башня с производственным корпусом (1910‒1911 годы). Архитектор Николай Николаевич Миловидов.

## Транспорт
По Оленегорской улице движения общественного транспорта нет. Ближайшие остановки маршрутных такси «Трусовский рынок» и «Молодёжная» находятся на параллельной улице Дзержинского.